# زيتون الغابات
زيتون الغابات (الاسم العلمي:Olea woodiana) (بالإنجليزية: Forest olive)‏ هو نوع من النباتات يتبع جنس الزيتون من الفصيلة الزيتونية.